# Boris Mihalj
Boris Mihalj, slovenski gledališki in filmski igralec, akademski kipar in slikar ter umetnostni zgodovinar, * 31. avgust 1966, Šempeter pri Gorici.
Je član igralskega ansambla SNG Drama Ljubljana ter predsednik Združenja dramskih umetnikov Slovenije.

## Življenjepis

### Študiji
Obiskoval je Srednjo veterinarsko šolo v Ljubljani (Biotehniški izobraževalni center Ljubljana), nato pa se je vpisal na študij dramske igre na Akademiji za gledališče, radio, film in televizijo Univerze v Ljubljani. V letniku Mileta Koruna in Matjaža Zupančiča je z vlogama Serebrjakova in Strička Vanje v uprizoritvi Striček Vanja Antona Pavloviča Čehov leta 1992 zaključil študij in diplomiral. Leta 1996 je pod mentorstvom Umberta Borella zaključil študij na Akademiji lepih umetnosti v Benetkah, leta 2008 pa pridobil doktorat znanosti s področja zgodovinske antropologije, z naslovom Teihoskopija. Uporaba dramaturškega orodja v likovnem. Njegov mentor je bil Jure Mikuž. 
Leta 2014 je na ljubljanski Filozofski fakulteti pod mentorstvom Martina Germa pridobil naziv doktor znanosti s področja umetnostne zgodovine z delom Hrbet in hrbtna igra v delih Casparja Davida Friedricha. Zaključuje svoj tretji doktorski študij - študij filozofije na Podiplomski šoli ZRC SAZU.

### Igralska kariera

#### Gledališče
Leta 1996 se je zaposlil v Slovenskem narodnem gledališču Nova Gorica, kjer je ostal do leta 2001, nato pa se je za eno sezono pridružil igralskemu ansamblu Slovenskega stalnega gledališča v Trstu. Od leta 2004 je stalni član igralskega ansambla Slovenskega narodnega gledališča Drama Ljubljana. Do danes je ustvaril preko 77 gledaliških vlog.
6. decembra 2019 je bil na skupščini Združenja dramskih umetnikov Slovenije imenovan za predsednika združenja.

#### Film in televizija
Igral je v več slovenskih celovečernih in kratkih filmih, med njimi v: Krivda (1990), Stereotip (1997), Sirota s čudežnim glasom (2002), Pesnikov portret z dvojnikom (2002), Biba (2018) ter Kolo: Pesem za Matijo Jamo (2014). Leta 2006 je igral v seriji Balkan Inc., leta 2019 pa vlogo Draga Hleba v kriminalni seriji Jezero, v produkciji RTV Slovenija.

## Razstave[9]
- 2006 - Galerija KUD France Prešeren
- 2006 - Ljubljanski magistrat - 10. kiparska razstava, Sublimno v kiparstvu
- 2005 - Galerija Cankarjevega doma Vrhnika
- 2005 - Ljubljanski magistrat – 9. kiparska razstava, Oko in duh
- 2005 - Galerija Cankarjevega doma Vrhnika, Skupinska razstava zbirke J. Marinčiča
- 2000 - Jakopičeva galerija – Akt na slovenskem, pregled slovenskega kiparstva, Ljubljana
- 1994 - Galleria il Cantiere, Venezia
- 1994 - Bevilacqua la Massa, Padova
- 1994 - Avla občine Nova Gorica, Nova Gorica
- 1993 - Galerija slikarska hiša Šmartno, Šmartno pri Dobrovem
- 1993 - Pokrajinski arhiv - Nova Gorica
- 1993 - Goriški muzej - Grad Kromberk, Nova Gorica
- 1993 - Galerija Alga - Izola

## Nagrade
- 2000 - nagrada za igro, za vlogo Negga v uprizoritvi Konec igre; Mednarodni festival malih odrov Rijeka
- 2016 - Posebno priznanje za avtorstvo sklepnega monologa v predstavi Kralj Ubu, 40. Dnevi satire, Kerempuh, Zagreb[6]